# 磁気絶縁方式慣性核融合
磁気絶縁型慣性核融合（じきぜつえんがたかんせいかくゆうごう、Magnetically Insulated Inertial Confinement Fusion、MICF）とは、高温核融合炉の実現に向けた技術のひとつで、重い金属殻の慣性により超高温のプラズマを閉じこめる慣性閉じ込め方式と自己発生した磁場により熱を閉じこめる磁気閉じ込め方式との両者の利点を組み合わせた方式である。

## 概要
慣性閉じ込め方式の一形態で、数mmの重金属製の殻の内側に固体燃料がコーティングされたターゲットを用いて固体燃料への直接的なレーザー照射から生じるアブレーション（溶発）によりターゲット中心部に1021cm-3の高密度プラズマを生成することにより、核融合反応を起こさせ、同時にアブレーションにより、ほぼ100T以上の磁場がターゲット内部に自己発生する。
強力な磁場が熱の外部への伝導を抑制し、金属球の慣性がプラズマの拡散を抑制する結果、高温高圧が長時間持続される。

## 特徴
従来の通常の慣性閉じ込め方式と比較してプラズマを低温で重い金属殻で囲んでいるのでプラズマ閉じこめ時間が慣性閉じ込め方式より約2桁大きく、ほぼ100nsとなることや、1021cm-3のプラズマ密度では爆縮が不要で、さらに燃料への直接的なエネルギー付与によりレーザーとプラズマの結合効率が非常によいことなどが挙げられる。
爆縮が不要になることで流体の不安定性や高度に要求される球対称性などから解放され、長時間の閉じ込め時間は壁面に生じる負荷を和らげる。このため、従来の慣性閉じ込め方式より幾つかの設計上の優位性を持つ。
しかしながら、通常と同程度のエネルギー利得を達成するためには、通常より大きなエネルギーが必要と考えられ、エネルギー利得が100に達するには10MJクラスのエネルギーを投入する必要があるとされる。ただ、必要なエネルギー量はシミュレーションによって大きく異なっている。

## 主な生成法
小さな開口部を通じてレーザー光を重金属製の内側にコーティングした重水素と三重水素に照射してプラズマ化する。